# 迷ディーラー!?ピンチの後にチャンスなし
『迷ディーラー!?ピンチの後にチャンスなし』（原題:The Goods: Live Hard, Sell Hard）は2009年に公開されたアメリカ合衆国のコメディ映画である。監督はニール・ブレナン、主演はジェレミー・ピヴェンが務めた。本作は日本国内で劇場公開されなかったが、WOWOWで放送されたことがある。

## ストーリー
カリフォルニア州テメキュラ。ベン・セレックは同地で中古車販売業を営んでいたが、211台もの在庫を抱えたまま倒産の危機に瀕していた。そこで、ベンはドン・レディが率いる敏腕セールスマン集団（バブス、ジビー、ブレント）を雇うことにした。ドンたちに与えられた時間は独立記念日の週末3日間だけだった。
1日目。町の人々は祭りを見るために外出していた。戸別訪問による営業が困難な状態だったが、ドンたちはあらゆる手法を駆使して71台の車を販売した。その過程で、ドンはブレイクという天性のセールスマンと出会った。ドンはかつてテメキュラに住んでいたことがあり、ある女性と関係を持っていた。そのため、ドンは「ブレイクは自分の息子ではないか」と思うようになった。その頃、ベンのライバル、ハーディング親子（スチュとパクストン）はベンの店の乗っ取りを画策していた。パクストンはベンの娘、アイヴィーと婚約していたが、義父が自分のビジネスに口を挟むような事態を望んでいなかったのである。また、パクストンは世界進出の野望を抱いており、その活動拠点としてベンの店を欲していた。在庫一掃の見通しが立っていなかったため、ベンはやむなくスチュに店を売却しようとしたが、ドンは「在庫は全て売ってやるから心配するな」と言って引き止めた。
2日目。ドンたちは「ベンが精巣がんで末期の状態にある」という虚報を流したが、思ったほどの同情を得られなかった。ほどなくして、ベンの下に歌手がステージをドタキャンしたとの情報が入ってきた。ベンはその歌手の代わりにステージに立ったが、あまりにも音痴だったため、怒った来場者が暴徒と化してしまった。その騒乱を聞きつけ、メディアが続々と会場にやって来た。ドンはそれを好機とみなし、カメラに向かって中古車の宣伝を行った。
その後、ドンはアルバカーキでの苦い体験をアイヴィーに語ることになった。ドンはスカイダイビングに挑戦する親友、マクダーモットにパラシュートを渡したつもりが、誤って大人のオモチャ入りのカバンを渡してしまい、結果的に彼を死なせてしまったのである。それ以来、ドンは自動車を売るよりも顧客とセックスをすることに喜びを見出すようになった。一通り語り終えた後、ドンは「またいつものことが起きた。どうも俺は君に一目惚れしたようだ」とアイヴィーに言った。その日の夜、2人はモーテルでベッドを共にした。
翌朝、アイヴィーは「貴方との関係は一夜限りのもので、パクストンと別れるつもりはない」とドンに言った。それを聞いたドンは憤激し、「俺が信じられるのは車しかないんだ」と叫びながら部屋を飛び出していった。バブスたちはドンを探したが、どうしても見つけられなかった。しかし、彼らは途方に暮れるのではなく、「ドンがいなくても、ちゃんとやれることを証明しようじゃないか。残り105台を全部売り切ってやる」と却って奮起した。その頃、失意のドンは砂漠を彷徨っていたが、そこで思わぬ人物と再会することになった。

## キャスト
- ジェレミー・ピヴェン - ドン・レディ
- ヴィング・レイムス - ジビー・ニューサム
- ジェームズ・ブローリン - ベン・セレック
- デヴィッド・ケックナー - ブレント・ゲージ
- キャスリン・ハーン - バブス・メリック
- エド・ヘルムズ - パクストン・ハーディング
- ジョルダーナ・スピロ - アイヴィー・セレック
- トニー・ヘイル - ウェイド・ズーハ
- ケン・チョン - テディ・ダン
- ロブ・リグル - ピーター・セレック
- アラン・シック - スチュ・ハーディング
- チャールズ・ネイピア - ディック・ルイストン
- ジョナサン・サドウスキ - ブレイク
- ノーリーン・デウルフ - ヘザー
- ウェンディ・マリック - タミー・セレック
- クレイグ・ロビンソン - DJリクエスト
- ブライアン・カレン - ジェイソン
- ジョーイ・カーン - リッキー
- クリステン・シャール - ステイシー
- クリストファー・ガーティン - セレックの客
- ジェシカ・セント・クレア - セレックの客
- マット・ウォルシュ - オーティス
- イアン・ロバーツ - ゲイリー
- モーガン・マーフィ - カラオケ店のバーテンダー
- グウェン・スチュワート - 天使
- T・J・ミラー - セスナ・ジム
- モリー・アードマン - セレックの客
- ポール・リーバースタイン - セレックの最後の客

### クレジットなしでの出演
- ジーナ・ガーション
- ウィル・フェレル - クレイグ・マクダーモット
- ブラッドリー・スティーブン・ペリー - 子供時代のドン・レディ
- クラップ・ヴィライサック - 騒ぐ客

## 製作
2007年8月16日、ジェレミー・ピヴェンが映画『Don Ready』の主役に起用されたと報じられた。26日、本作のタイトルが『Don Ready』から『The Goods: The Don Ready Story』に変更され、ニール・ブレナンが監督に起用されたとの報道があった。10月、ヴィング・レイムスとデヴィッド・ケックナーの出演が決まった。11月、キャスリン・ハーンとトニー・ヘイルがキャスト入りした。

## マーケティング・興行収入
2009年5月28日、本作のオフィシャル・トレイラーが公開された。その際、本作のタイトルは『The Goods: The Don Ready Story』から『The Goods: Live Hard, Sell Hard』に変更された。
本作は『Bandslam』、『第9地区』、『G.I.ジョー』、『崖の上のポニョ』、『きみがぼくを見つけた日』と同じ週に封切られ、公開初週末に全米1838館で564万ドルを稼ぎ出し、週末興行収入ランキング初登場6位となった。

## 評価
本作に対する批評家の評価は芳しいものではない。映画批評集積サイトのRotten Tomatoesには102件のレビューがあり、批評家支持率は27%、平均点は10点満点で4.15点となっている。サイト側による批評家の見解の要約は「才能ある俳優たちと優れたスタッフを結集させたにも拘わらず、『迷ディーラー!?ピンチの後にチャンスなし』は失敗作になってしまった。同作の製作に関与した全ての人間にとって、時間の浪費にしかならなかった。」となっている。また、Metacriticには23件のレビューがあり、加重平均値は39/100となっている
2009年8月18日、日系アメリカ人の団体が製作サイドに謝罪を求める声明を発表した。彼らは本作でジャップという差別用語や真珠湾攻撃を引き合いに出したアジア系店員への恫喝がネタとして消費されていることを問題視したのである。